# Етан сир Ару
Етан сир Ару (фр. Etang-sur-Arroux) насеље је и општина у источном делу централне Француске у региону Бургоња, у департману Саона и Лоара која припада префектури Отен.
По подацима из 2011. године у општини је живело 1965 становника, а густина насељености је износила 56,74 становника/km². Општина се простире на површини од 34,63 km². Налази се на средњој надморској висини од 277 метара (максималној 433 m, а минималној 266 m).

## Демографија
| 1962. | 1968. | 1975. | 1982. | 1990. | 1999. | 2011. |
| ----- | ----- | ----- | ----- | ----- | ----- | ----- |
| 1.461 | 1.524 | 1.567 | 1.760 | 1.835 | 1.836 | 1.965 |

График промене броја становника у току последњих година

## Партнерски градови
- Еденкобен